# Sascha Jacobsen (Geiger)
Sascha Jacobsen (* 29. Novemberjul. / 11. Dezember 1895greg. in Helsinki, Großfürstentum Finnland; † 19. März 1972 in Los Angeles) war ein US-amerikanischer Geiger und Musikpädagoge russischer Herkunft.

## Leben
Jacobsen wurde 1895 als Sohn russischer Eltern im damals zu Russland gehörenden Helsinki geboren. Über seine frühe Zeit in Russland gibt es kaum verlässliche Angaben. Es wird berichtet, dass er in Sankt Petersburg aufgewachsen sein soll. 1908 begann er am New Yorker Institute of Musical Arts (der späteren Juilliard School) ein Violinstudium bei Franz Kneisel, das er 1915 mit der höchsten Auszeichnung der Schule, dem Loeb Prize, abschloss. Im November des gleichen Jahres debütierte er mit einem Recital in der New Yorker Aeolian Hall, bei dem er u. a. Camille Saint-Saëns’ drittes Violinkonzert spielte.
In den folgenden zehn Jahren trat Jacobsen u. a. mit den New Yorker Philharmonikern, dem New York Symphony Orchestra und dem Orchester der Metropolitan Opera auf und unternahm Konzerttourneen durch die USA, Kanada, Mexiko und Europa. 1926 wurde er Nachfolger seines Lehrers Kneisel am Institute of Musical Arts. Er wurde hier Leiter des Violindepartments und gründete das Musical Art Quartet, das bis 1946 bestand. Sowohl als Solist (mit Klavierbegleitung) als auch mit dem Quartett spielte er zahlreiche Aufnahmen ein.
Nach der Auflösung des Musical Arts Quartets beendete Jacobsen seine Tätigkeit an der Juilliard School und zog nach Los Angeles. Dort setzte er seine Lehrtätigkeit am Konservatorium der Stadt fort und trat weiter als Kammermusiker und Solist auf. In den Saisons von 1947 bis 1949 war er als Vertreter von David Frisina Konzertmeister des Los Angeles Philharmonic unter Leitung von Alfred Wallenstein. Später unterrichtete er auch an der Music Academy of the West und in Blue Hill. Zu seinen zahlreichen Schülern zählen Lynn Blakeslee, Alexander Brott, Alphonse Carlo, Jeanne Clausen, Bruce Dukov, George und Eleanor Grossman, William Hymanson, Joseph Knitzer, Margaret Pardee, Charles Jones, Young Uck-Kim, Bernard Robbins, Walter Verdehr, Julius Hegyi und Zvi Zeitlin. Auch Albert Einstein soll bei ihm Violinunterricht genommen haben.